# Comité national olympique du Timor oriental
Le Comité national olympique du Timor oriental (en portugais, Comitê Olímpico Nacional de Timor-Leste) est le comité national olympique du Timor oriental, fondé en 2003 et reconnu la même année par le Comité international olympique.